# 宮内慶大
宮内 慶大（みやうち けいた、2002年9月26日 - ）は、ジャパンラグビーリーグワンのコベルコ神戸スティーラーズに所属するラグビーユニオン選手。

## 来歴
中学1年の時に、つくしヤングラガーズ（福岡県）でラグビーを始める。福岡県中学代表として第23回全国ジュニア・ラグビーフットボール大会に出場し、3位入賞。
東福岡高等学校（福岡県福岡市博多区）で左プロップとして、高2で花園（全国高等学校ラグビーフットボール大会）と、春の熊谷（全国高等学校選抜ラグビーフットボール大会）に、控えで出場した。高3では先発出場で、2度目の花園でベスト4となり、大会優秀選手に選ばれた。
2021年、関西大学に入る。1年時の9月から、先発で関西大学ラグビーフットボールリーグに全試合出場した。2年時、3年時も先発出場を重ねた。4年時はAリーグ最下位ながら、入替戦に勝利し残留を決めた。
2025年1月24日、ジャパンラグビーリーグワンのコベルコ神戸スティーラーズへ、アーリーエントリーでの入団を発表した。同年3月、関西大学卒業。